# Vetenskapsåret 1845

## Händelser

### Kemi
- 17 mars - Stephen Perry patentrar gummisnodden England.[1]

## Pristagare
- Copleymedaljen: Theodor Schwann, tysk fysiolog
- Wollastonmedaljen: John Phillips, brittisk geolog [2]

## Födda
- 3 mars - Georg Cantor, (död 1918), tysk matematiker.
- 27 mars - Wilhelm Conrad Röntgen, (död 1923), tysk fysiker, nobelpristagare 1901.
- 15 maj - Ilia Metjnikoff, (död 1916), rysk biolog, upptäckte fagocyter, nobelpristagare 1908.
- 16 juni - Heinrich Dressel, (död 1920), tysk arkeolog.
- 11 september - Emile Baudot (död 1903), fransk telegrafingenjör och uppfinnare.

## Avlidna
- 13 mars - John Frederic Daniell, (född 1790), engelsk kemist och fysiker.
- 18 oktober - Dominique, comte de Cassini (född 1748), fransk astronom.

### Fotnoter
1. ↑   Penguin Pocket On This Day. Penguin Reference Library. 2006. ISBN 0-14-102715-0
2. ↑  ”Geological Society”. Arkiverad från originalet den 5 juni 2011. https://web.archive.org/web/20110605102217/http://www.geolsoc.org.uk/gsl/society/history/page750.html. Läst 13 april 2011.